# Cantone di Abbeville-1
Il Cantone di Abbeville-1 è una divisione amministrativa dell'arrondissement di Abbeville.
È stato istituito a seguito della riforma dei cantoni del 2014, che è entrata in vigore con le elezioni dipartimentali del 2015.

## Composizione
Comprende parte della città di Abbeville e i comuni di:
- Agenvillers
- Bellancourt
- Buigny-Saint-Maclou
- Canchy
- Caours
- Domvast
- Drucat
- Forest-l'Abbaye
- Forest-Montiers
- Gapennes
- Grand-Laviers
- Hautvillers-Ouville
- Lamotte-Buleux
- Millencourt-en-Ponthieu
- Neufmoulin
- Neuilly-l'Hôpital
- Nouvion
- Noyelles-sur-Mer
- Ponthoile
- Port-le-Grand
- Sailly-Flibeaucourt
- Le Titre
- Vauchelles-les-Quesnoy